# Niji의 노래
〈Niji의 노래〉(Nijiの詩 Niji노우타[*])는 도모토 쯔요시의 통산 10번째 싱글이다.

## 개요
전작 〈인연을 맺으며〉로부터 약 5개월 만의 싱글이다. 도모토 쯔요시 명의로의 발매는 이 작품으로 3작 연속이다.

## 수록곡

### 초회반 A
1. Nijiの詩 / Niji의 노래
작사·작곡·편곡: 도모토 쯔요시
  - TV 아사히 계열 《부탁해! 랭킹》 2011년 9월도 엔딩 테마
2. technologia - 意思 / technologia - 의지
작사·작곡·편곡: 도모토 쯔요시
3. 月 - ツク / 달
작곡·편곡: 도모토 쯔요시

### 초회반 B
CD
1. Nijiの詩 / Niji의 노래
2. Nijiの詩（オリジナル・カラオケ）

DVD
1. 〈Nijiの詩〉 Music Clip
2. 도모토 쯔요시의 레코딩 사회과 견학

### 통상반
1. Nijiの詩 / Niji의 노래
2. カケタ オイカケタ / 쫓았어 뒤쫓았어
작사·작곡·편곡: 도모토 쯔요시
3. 寧日 / 영일
작사·작곡·편곡: 도모토 쯔요시